# 大基涅利河
大基涅利河是俄羅斯的河流，位於奧倫堡州和薩馬拉州內，屬於薩馬拉河的右支流，河道全長437公里，流域面積15,200平方公里，在薩馬拉以東15公里注入薩馬拉河，河畔城鎮有布古魯斯蘭、波赫維斯特涅沃、奧特拉德內和基涅利。